# Magnapinna
Magnapinna M. Vecchione & R. E. Young, 1998 è genere di cefalopodi decapodi, unici appartenenti alla famiglia Magnapinnidae Vecchione & R. E. Young, 1998.
La famiglia, descritta nel 1998, è conosciuta materialmente solo attraverso esemplari allo stadio larvale, paralarvale o giovanile e non vi è certezza circa l'osservazione di esemplari adulti. Nonostante alcuni avvistamenti di animali con una simile morfologia, i presunti adulti non sono mai stati catturati e studiati, per cui non è possibile accertare l'effettiva appartenenza al medesimo genere.

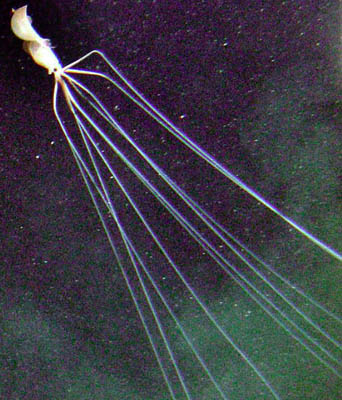
Presunto individuo adulto di Magnapinna sp.

## Descrizione
Gli individui immaturi hanno un aspetto molto caratteristico con mantello di piccole dimensioni e pinne enormi, lunghe circa 3 volte il mantello e spesso più lunghe dell'intero animale. Le pinne sono terminali e cuoriformi, di larghezza simile alla lunghezza. Gli occhi sono grandi e occupano tutta la parte laterale della testa. Le braccia sono corte, assai più spesse alla base e armate di due o quattro serie di ventose; nella parte finale si restringono bruscamente trasformandosi in un'appendice vermiforme priva di ventose. Anche i tentacoli sono corti e spessi; la clava tentacolare costituisce la quasi totalità della lunghezza del tentacolo e porta al centro 8 serie di piccole ventose che diminuiscono di numero nella parte basale mentre la parte finale è sottile, vermiforme e priva di ventose. Nulla si sa circa la presenza di denti sulle ventose. Non sembra che siano presenti fotofori; la sacca dell'inchiostro è presente, piccola e rivestita di tessuto riflettente nella parte ventrale.
Gli individui filmati erano molto diversi da tutti i calamari precedentemente noti. In maniera unica tra tutti i cefalopodi, le braccia e i tentacoli erano della stessa lunghezza e sembravano identici (similmente agli estinti Belemniti). Le braccia e i tentacoli di questi calamari sono simili e estremamente lunghi; possono misurare 15-20 volte la lunghezza del mantello, nelle specie più grandi si sono stimate essere lunghe dai 4 agli 8 metri e risultano essere le più lunghe in proporzione al corpo di qualunque altro cefalopode conosciuto. Queste appendici nella parte immediatamente vicina al corpo sono disposte orizzontalmente per poi piegarsi di circa 90° in posizione verticale creando una sorta di "gomiti". Le braccia e i tentacoli, infine, sembrano essere almeno parzialmente retrattili.
La taglia del più grande supposto individuo adulto filmato è stata stimata di oltre 7 metri, di cui gran parte costituiti da braccia e tentacoli.

## Distribuzione e habitat
Gli individui noti sono stati catturati nel nord dell'oceano Atlantico tra le Azzorre e il golfo del Messico e nel nord est dell'oceano Pacifico tra la California e le Hawaii, in acque tropicali e subtropicali. Le osservazioni dei presunti adulti sono avvenute in località sparse in tutti gli oceani; se l'identità di questi cefalopodi dovesse essere confermata dunque il genere avrebbe una distribuzione globale nelle zone oceaniche calde o temperate calde.
Poco si sa dell'habitat di questi animali. Gli individui giovanili noti sono stati campionati a profondità non elevate, non superiori ai 300 metri. Un esemplare è stato trovato nello stomaco di un pesce Alepisaurus ferox, un animale che vive nella parte inferiore della zona epipelagica e in quella superiore della zona mesopelagica. I supposti adulti sono stati filmati a grandi profondità, fin oltre i 6000 metri risultando fra i pochi cefalopodi, e gli unici decapodi, a raggiungere il piano adale.

## Biologia
In genere la biologia degli animali di questa specie è ignota.
Dalle osservazioni dei presunti adulti si è potuto osservare che il nuoto avviene per ondulazioni delle pinne, senza l'utilizzo della propulsione a getto dall'imbuto. Le braccia e i tentacoli vengono tenuti orizzontali nella parte immediatamente vicina al corpo per poi piegarsi bruscamente in senso verticale per quasi tutta la loro lunghezza. Questi animali non mostrano i tipici, rapidi riflessi di fuga degli altri cefalopodi quando incontrano o anche vengono toccati dalle strumentazioni ma si limitano a effettuare movimenti natatori più intensi delle pinne e a retrarre parzialmente braccia e tentacoli.

### Alimentazione
Poco si conosce della biologia dell’alimentazione di Magnapinna. Gli scienziati hanno teorizzato che questi animali si cibino trascinando le braccia e i tentacoli sul fondale marino e catturando vari organismi. In alternativa potrebbero semplicemente aspettare passivamente che le prede, ad esempio lo zooplancton, capitino tra le loro braccia.

## Individui noti
Gli individui, nessuno dei quali adulto, noti alla scienza sono stati catturati con reti da plancton o ritrovati nel contenuto stomacale di pesci predatori come Alepisaurus ferox.
La prima osservazione di questa famiglia deriva da una specie (oggi conosciuta come Magnapinna talismani) catturata nel 1907 al largo delle Azzorre. L'esemplare era danneggiato e quindi poche informazioni ne vennero tratte, venne classificato come appartenente alla famiglia Mastigoteuthidae, inizialmente come Chiroteuthopsis talismani e poi come Mastigoteuthis talismani. Nel 1956 venne catturata un'altra specie (Magnapinna sp. C) ma gli venne data poca attenzione, l'esemplare venne descritto da Alister Hardy in The Open Sea (1956), nel quale venne identificato come un Octopodoteuthopsis
Durante gli anni '80 vennero ritrovati due nuovi esemplari immaturi nell'Oceano Atlantico (Magnapinna atlantica) e altri tre nel pacifico (Magnapinna pacifica). I ricercatori Michael Vecchione e Richard Young erano a capo dei ritrovamenti e li ricollegarono ai due ritrovamenti precedenti, creando la famiglia Magnapinnidae nel 1998, con il Magnapinna pacifica come specie-tipo. Curiosa era la dimensione delle pinne, da cui deriva il nome dell'animale.
Nel 2006 venne trovato un esemplare di una quinta specie (Magnapinna sp. B). Nello stesso anno il Magnapinna sp. A venne chiamato Magnapinna atlantica.

## Avvistamenti

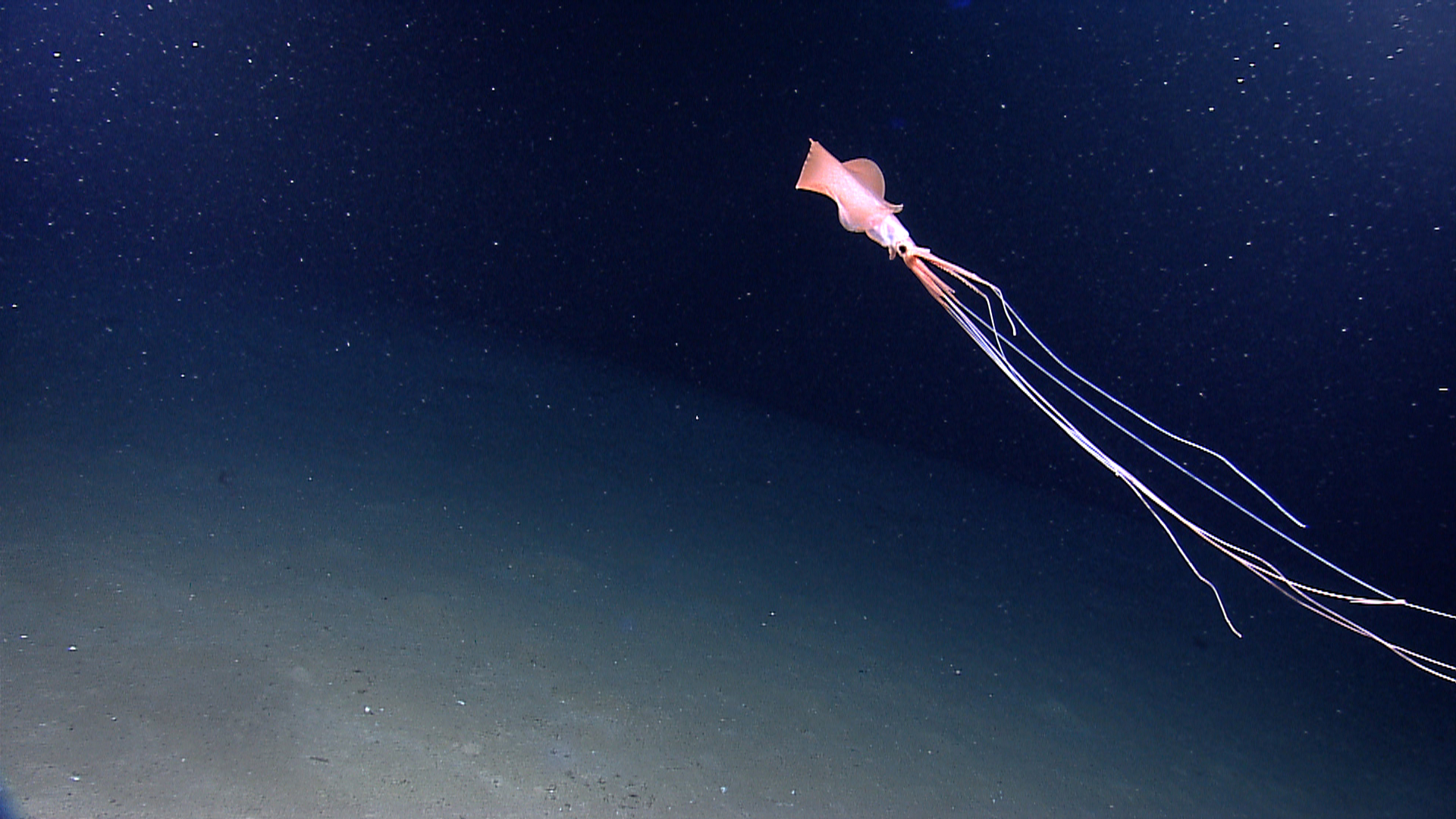
Presunto individuo adulto di Magnapinna sp. fotografato durante la spedizione nel Golfo del Messico del 2012

Nel settembre del 1988, l'equipaggio del sommergibile "Nautile" ha osservato un esemplare al largo delle coste settentrionali del Brasile, a una profondità di 4 735 metri. Nel luglio del 1992 il "Nautile" ha osservato e filmato nuovamente queste creature, prima al largo delle coste del Ghana a 3010 m e poi del Senegal a 2950 m.
Nel novembre del 1998, il sommergibile giapponese "Shinkai 6500" ha filmato un esemplare nell'Oceano Indiano, al largo delle coste meridionali delle Mauritius a 2 340 metri di profondità.
Un altro esemplare è stato filmato da un sottomarino a comando remoto (ROV) della nave esploratrice "Millennium Explorer" nel gennaio del 2020, nel Golfo del Messico a 2 195 metri di profondità, comparando la specie con le parti visibili del ROV si è stimata una lunghezza totale di 7 metri, con i tentacoli completamente estesi.
Una specie è stata inoltre filmata dal ROV "Atalante" nell'Oceano Indiano, vicino alle Rodrigues a 2 576 metri di profondità, nel maggio del 2000. Nello stesso anno, ad ottobre, il sommergibile "Alvin" osservò un esemplare nel Golfo del Messico a 1 940 metri.
Questi filmati non ricevettero molta attenzione, molti erano molto corti e sfocati. Nel maggio del 2001 però venne realizzato un filmato più nitido, lungo 10 minuti, che attirò l'attenzione di molti, questo filmato venne registrato dal ROV "Tiburon" nell'oceano Pacifico, a Nord delle Hawaii a 3 380 metri di profondità.
Nel novembre del 2007 un nuovo filmato di un presunto Magnapinna adulto venne filmato vicino alla piattaforma Perdido, nel Golfo del Messico.
Alcuni supposti adulti di Magnapinna vennero osservati nella Grande Baia Australiana da dei ROV nel 2015 e nel 2017.
Un altro esemplare è stato osservato e ripreso in alta qualità in data 9 novembre 2021, al largo della Florida occidentale alla profondità di 2 300 metri circa.
Un ulteriore avvistamento è avvenuto il 4 aprile 2023 dallo Schmidt Ocean Insitute attraverso un ROV.
Un ulteriore avvistamento, catturato in video, è avvenuto nel 2024 da parte della Tonga Trench Expedition condotta dal Professor Alan Jamieson con ricercatori del Minderoo-UWA Deep-Sea Research Center della University of Western Australia, Kelpie Geoscience e Inkfish.

## Tassonomia
Il genere comprende le seguenti specie:
- Magnapinna atlantica Vecchione & R. E. Young, 2006
- Magnapinna pacifica Vecchione & R. E. Young, 1998
- Magnapinna talismani H. Fischer & Joubin, 1906